# فرودگاه نانکی–شیراهاما
فرودگاه نانکی–شیراهاما (به انگلیسی: Nanki-Shirahama Airport) یک فرودگاه همگانی با کد یاتا SHM است که یک باند فرود آسفالت بتن دارد و طول باند آن ۲۰۰۰ متر است. این فرودگاه در شهر شیراهاما، واکایاما کشور ژاپن قرار دارد .

## شرکت‌های هواپیمایی و مقصدهای پروازی
| شرکت‌های هواپیمایی                | مقصدهای پروازی |
| -------------------------------- | -------------- |
| خطوط هوایی ژاپن اجرا توسط جی-ایر | هانه‌دا         |